# スフィア王国
『スフィア王国 』（スフィアおうこく、英: Sphere Kingdom）は、ゲームおよびTVアニメーション「夜明け前より瑠璃色な」に登場する、架空の君主制国家。地球での主な呼称は「月王国」。作中ではスフィア王国については詳しく触れられてはいないが、大昔、人類が月に渡ったことにより、建国されたという設定となっている。
なお本項はゲーム版とアニメ版の設定が混在しているので注意を要する。

## 概要
スフィア王国は月面に大昔（数百年前）に建国されたとされている。国土面積、人口、都市名などは不明ではあるが、国自体の場所については、月面クレーターの雨の海（月面緯度 北緯32.8度 月面経度 西経15.6度）に近いとアニメ版第2話で語られている。
スフィア王国の首都（王都）は巨大な透明ドームにより覆われており、王都ドームを中心に大小合わせて十数個のドーム都市で構成されている。ドーム内部の大気は地球とほぼ同じものとなっており、また地球の6分の1しかない重力による筋力劣化を防ぐために重力制御施設も建設され、ドーム内は地球上と同じ1Gに制御されている。

## 歴史
建国された年代は不明。しかし、数百年前に地球連邦とスフィア王国による「（第一次〜第四次）オイディプス戦争」があり、両国ともに相当の損害を被ったとされる。
第一次〜第四次オイディプス戦争では、星間物流システム「軌道重力トランスポーター」が砲台に転用されたことで地球と月双方に文明が後退するほどの甚大な被害が及んでいる。特に中央連絡港市（後の満弦ヶ崎中央連絡港市）は軌道重力トランスポーターの所在地でもあったことから、最重要戦略目標として集中砲火を浴び、壊滅的な打撃を受けることになった。満弦ヶ崎湾もこの軌道重力トランスポーターの砲撃によって生じたクレーターだが、戦後この湾を満月に見立てて「満弦ヶ崎湾」と名付けられた皮肉な運命が語られている。ゲーム版におけるセフィリア前女王の失脚も、この軌道重力トランスポーター関連施設跡地（ゲーム版で「遺跡」と通称されている）の調査を「遺失兵器の発掘」と糾弾されたことに起因しているが、外交上・軍事上の問題から、この遺失兵器発掘疑惑が絡む女王失脚の事実は極秘事項とされ、セフィリア前女王退位の理由は単に「病気」によるものとのみ公表されている。アニメ版でのオイディプス戦争は「宇宙艦隊の艦隊戦」という形で描かれており、こちらでは巡航ミサイルによる攻撃によって地球・月双方の都市に壊滅的な被害を受けた描写が第1話のオープニングで描かれている。
スフィア王国では故郷である地球に対する憧れから、地球の輝きと同じ色である青を神聖な色として王室（アーシュライト家）のシンボルカラーとする一方、地球人を「敵」として畏怖するようになり、長きに渡り地球との関係は冷たいままの状態が続いている。また、地球（満弦ヶ崎）でも月人は「閉鎖的」だとして敬遠されることが多く、中には都市部において月の重力が1Gに調整されていることを知らなかったり、水が貴重で同量の銀と同じ高価なもの（実際の価値は銀の百分の一）だと誤解している人も多い。
過去に様々なオーバーテクノロジー（人格投射法、光学迷彩等）が作り出されたが、「オイディプス戦争」によりこれらのテクノロジーの大半は失われている。ただし、月居住区の重力制御・環境維持システム、スフィア王国が所有する3隻の星間往還船など、過去の戦争による破壊を免れたものや、遺跡等から偶然発掘されたものなどもあるが、ゲーム版では月にあるこれらのテクノロジーは全て月の宗教組織“静寂の月光”の管理下にある。
スフィア王国の大学への地球人の留学が公式に認められたのは穂積さやかを含む一団が最初だが、それ以前に朝霧千春も月を訪れている。朝霧千春は月に関する研究を中心に活動していた歴史学者で、考古学を専門としながらも政治史・交流史にも精通しており、著書『月への旅』は、月に関わる研究をする人々の間では必須テキストとなるほどの有名な人物である。ゲーム版では5年前に月での遺跡調査中に事故に遭い、重傷を負うと同時に記憶の大半を失う。月で保護されたものの、治療の甲斐無く、記憶が回復しないまま半年後に死亡する。月では「身元不明」のまま処理せざるを得なかったため、地球の朝霧家に死亡の事実を伝えることができず、地球では失踪扱いとなっていた。また、アニメ版での朝霧千春も考古学者として活動しており、かつて月にも一時的に留学していたが、後に不法入国者であることが発覚し強制送還されている。留学（不法入国）中に当時平民であったライオネス現国王とも知り合い、交際があった。
ゲーム版の設定では、最後の月移民（入植）が行われたのは約660年前で、ギアナのクールー宇宙基地から出発したとされている。また第1次オイディプス戦争は移民終了後になされた国交断絶の2年後に勃発したとされている。
アポロ11号が着陸した場所は静かの海と呼ばれているが、作中では後に原初の海と呼ばれるようになる。また、その地は月人の始まりの地であることから、信仰の対象となっている。当時、月面地理学において月面基地計画における新たな建築材料として注目されたのがレゴリスである。

## 国政状況
スフィア王国では貴族制度を取り入れた王制が敷かれており、王族の中でも最高位の女王が王権を持つ。
しかし、故セフィリア・ファム・アーシュライトの退位後は、本来なら王女であるフィーナ・ファム・アーシュライトが即位するはずであったが、彼女が成人する前にセフィリア前女王が退位したため、暫定的にセフィリア前女王の夫であるライオネス・テオ・アーシュライトが現国王として即位している。だがフィーナルートの8年後で未だにライオネルが国王と呼ばれている矛盾ができている。
月王国で半ば国教のように扱われている宗教は“静寂の月光”で、王族も含め月人の大多数が信仰しており、単に「教団」と略されることも多く、政治的・文化的な影響力は大きい。また、ゲーム版では月にあるロストテクノロジーの管理をこの“静寂の月光”が担っている。
アニメ版でのスフィア王国は大中規模の宇宙艦隊を保有しており、王国内部（ドーム都市周辺）にも大規模な防空システムが整備。カレン駐在武官と主人公の搭乗する宇宙戦闘機が月王国への侵入を行った際に、この防空システムの迎撃を受けるシーンがあり、また、フィーナ王女の地球訪問（留学）期間中、フィーナ王女が一時帰国した際に親衛隊長ユルゲン・フォン・クリューゲルを長とする反地球主義勢力の謀略によって出撃したスフィア王国艦隊と地球連邦艦隊との間で一触即発の事態を招く場面もあった。
作中ではスフィア王国内の経済事情や国民の生活水準については触れられていない。
また、月人と地球人との結婚は法制度上は可能であるが、該当の法が制定されたのがオイディプス戦争前であるため、実際に結婚するには数多くの問題を解決しなければならない。

## 地球連邦
本作における地球連邦政府（英:Earth Federation Government）は作中に登場するもう一つの架空の連邦制国家で、ゲーム版では連邦議会議長という役職があるが元首に相当するかは不明。アニメ版では大統領が元首でブリジット・アンバーが就いている。
連邦政府の本拠地は、満弦ヶ崎中央連絡港市に置かれ、月大使館の奥にある中央連絡港が月王国との唯一の玄関口となっているが、通常は民間人の立ち入りは禁止されており、特別許可が必要である。また、この市には月・地球間の交流に積極的であったセフィリア・ファム・アーシュライト前女王の影響で王立月博物館が置かれているが、来館者は少ない。ゲーム版における博物館の館長は名義上スフィア王国王女フィーナ・ファム・アーシュライトとなっているが、実質的な業務は穂積さやかが館長代理として行っている。アニメ版では穂積さやかは地球連邦大統領府主席秘書官となっており、博物館自体の登場はない。
月王国からの駐在者達の為に、満弦ヶ崎中央駅付近から満弦ヶ崎湾の東にある三角州にかけて、月人居住区（スフィア王国の租界に相当すると言える）が制定されている。
アニメ版では実質的な国交は無いながらも、過去のオイディプス戦争による悲劇に対する反省から、巨大荷電粒子砲「メテオフォール」に代表される大量破壊兵器の保有・開発の禁止を始めとした軍縮（軍備制限）条約が地球連邦とスフィア王国の間で結ばれている。
第1次オイディプス戦争前の国交断絶時の連邦の外相はセルゲイヴィッチ・フィッツジェラルドである。